# تک‌شاخ‌ماهی‌ها
تک‌شاخ‌ماهی‌ها (نام علمی: Naso) نام یک سرده از تیره جراح‌ماهیان است.

## نگارخانه

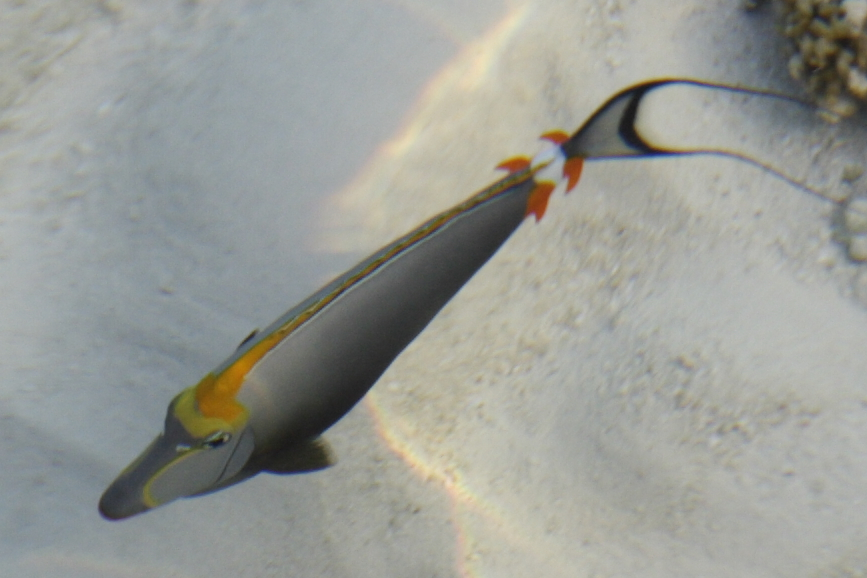
تک‌شاخ‌ماهی سرنرم, Naso lituratus
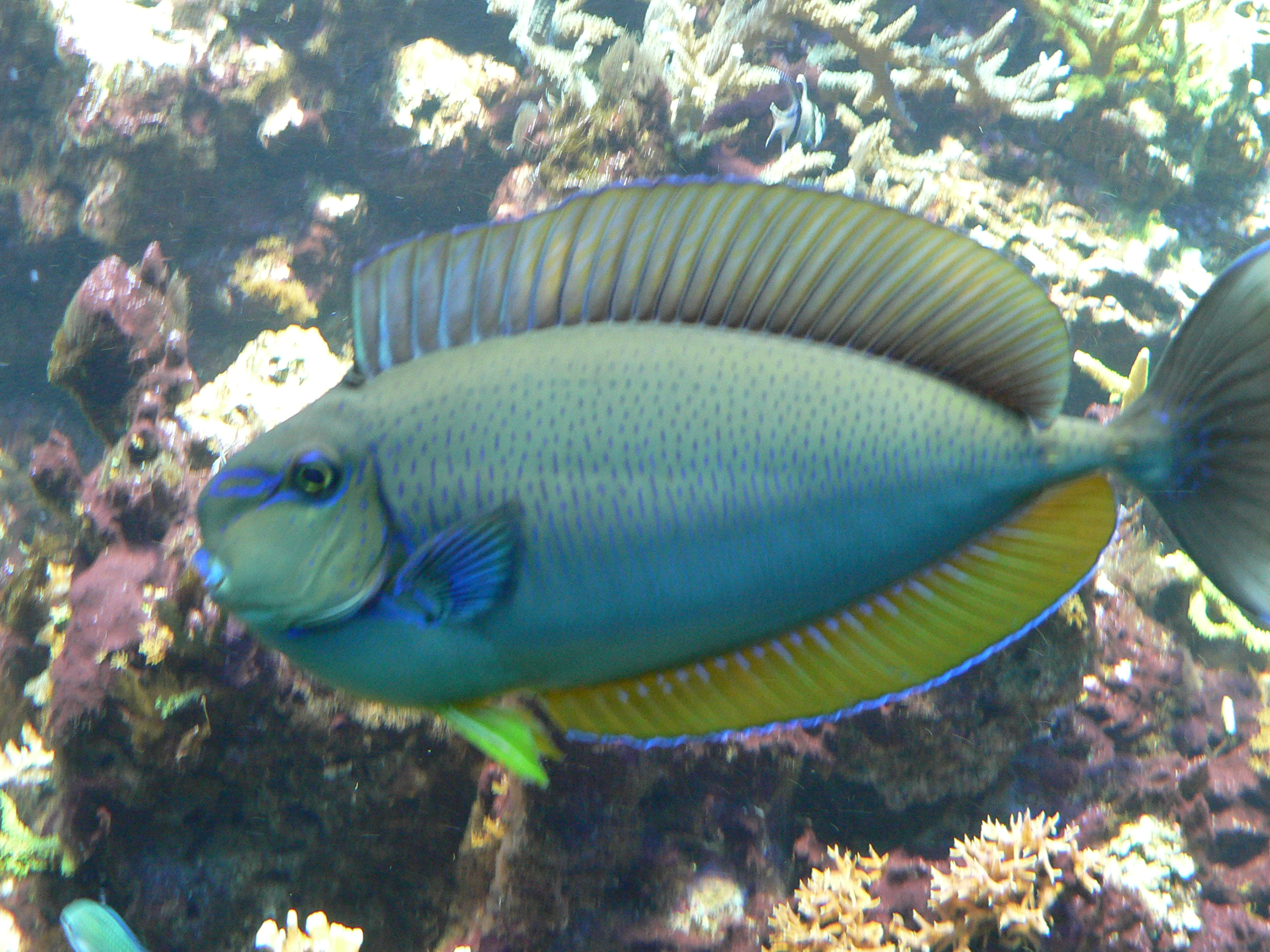
Bignose unicornfish, Naso vlamingii
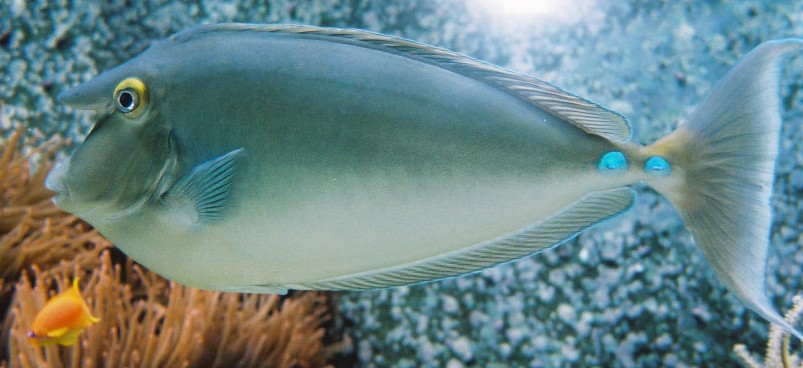
تک‌شاخ‌ماهی پشت‌آبی, Naso unicornis
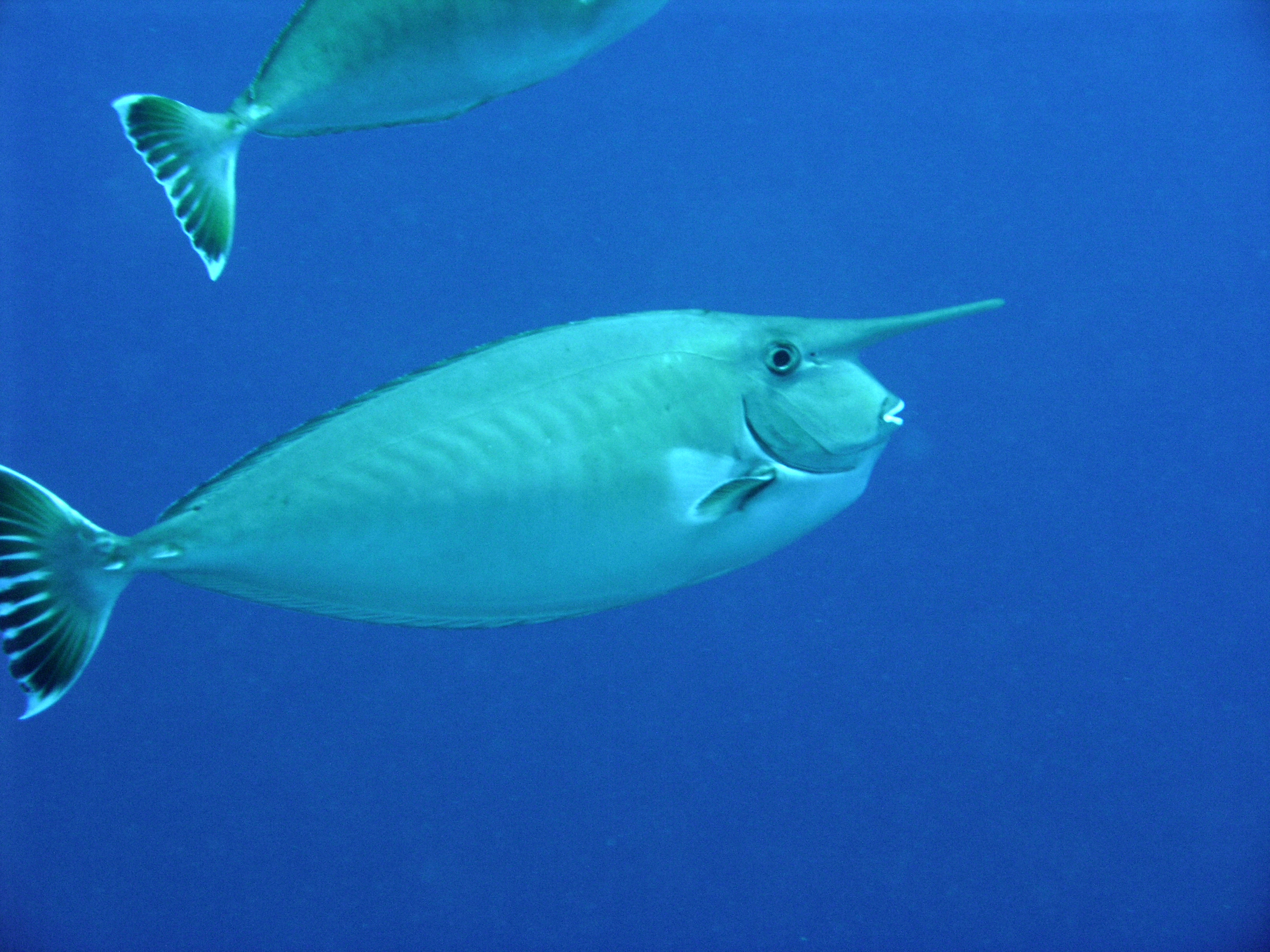
تک شاخ ماهی سفید, Naso annulatus
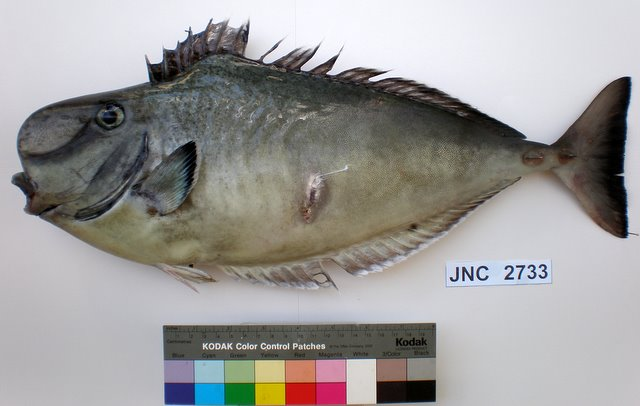
Naso tonganus